# (31977) Devalapurkar
(31977) Devalapurkar est un astéroïde de la ceinture principale.

## Description
(31977) Devalapurkar est un astéroïde de la ceinture principale. Il fut découvert le 28 avril 2000 à Socorro (Nouveau-Mexique) par le projet LINEAR. Il présente une orbite caractérisée par un demi-grand axe de 2,26 UA, une excentricité de 0,07 et une inclinaison de 3,3° par rapport à l'écliptique.

## Compléments